# Jean-Marie Jacquemin
Jean-Marie Jacquemin, né le 6 août 1942 à Liège et mort le 29 juin 2023,, est un pilote belge de rallyes et de circuits.

## Biographie
Jean-Marie Jacquemin commence la compétition automobile en 1963.
En WRC, il termine 13e du tour de Corse en 1978 avec son épouse comme copilote (il finit également ce rallye à la 7e place en 1970). Il est aussi deux fois 5e du tour de France automobile en 1970 et 1971.
Il participe aux 24 Heures du Mans en 1971, avec le français Jean Egreteaud sur Porsche 911 S.
En deuxième partie de sa carrière de pilote, il ouvre en 1981 un commerce de pièces de tuning automobile à Lille.
Son épouse Dorothée a également été Championne de Belgique des rallyes de 2e division.

## Palmarès

### Titres
- Champion de Belgique des rallyes de Nationale (D2): 1968 (sur Alpine A110 1300);

### Rallyes
- Victoire aux 12 Heures de Huy: 1967 (sur Renault 8 Gordini);
- Victoire au Tour de Belgique automobile: 1971;
- Victoire aux  Boucles de Spa: 1968 (avec Chavan, sur Renault 8 Gordini), et 1969 (avec Demey, sur Alpine A110 1300);

### Circuits
- Victoire aux 24 Heures de Spa: 1972 en catégorie Grand Tourisme, avec Yves Desprez sur Porsche
- 24 Heures du Mans: 1972 16e au classement général, avec Deprez sur De Tomaso Pantera
- 1 000 kilomètres de Spa: 1972 7e au classement général sur De Tomaso Pantera.